# Aeródromo de La Perdiz

i8
i11
i13
Aeródromo de La Perdiz ist ein Flugplatz im Gemeindegebiet Torre de Juan Abad in der spanischen Provinz Ciudad Real in der Autonomen Gemeinschaft Kastilien-La Mancha.
Der Flugplatz liegt außerhalb der Stadt Torre de Juan Abad und ist für die zivile Luftfahrt unter VFR-Bedingungen für Flugzeuge bis 50 Tonnen Gesamtmasse zugelassen und entspricht der spanischen Kategorie 2B und der ICAO-Brandschutzkategorie Cat 3. Auf dem Flugplatzgelände befindet sich ein Hangar, eine Tankstelle mit AvGas und Jet-Fuel, sowie die für den Flugbetrieb von Strahlflugzeugen vorgeschriebenen Tanklöschfahrzeuge der Typen IVECO TLF 8/24 und IVECO PEGASO 1223T.  
Betreiber und Eigentümer ist das Unternehmen La Nava-Adin Inversiones 95 S.L. mit Hauptsitz am Aeropuerto de Córdoba.